# Zabrze Makoszowy
Zabrze Makoszowy – stacja kolejowa w Makoszowach, dzielnicy Zabrza, w województwie śląskim.